# Circuit de Clady
El circuit de Clady (en gaèlic irlandès, Clóidigh 'riu de rentat') va ser un circuit urbà situat al comtat d'Antrim d'Irlanda del Nord que es va fer servir com a seu del Gran Premi de l'Ulster fins al 1952. El circuit original, estrenat el 1922, es va mantenir sense canvis significatius fins al 1939 i, un cop acabada la Segona Guerra Mundial, se'n va crear una versió més curta que es va estrenar el 1947 i es va mantenir fins al 1952.

## Història
El primer circuit de Clady va entrar en funcionament el 1922 com a seu del Gran Premi de l'Ulster. Tenia una longitud de 32,992 km (20,5 milles). La recta de sortida estava situada a prop de l'escola primària de Loanends, a la carretera secundària B39 Aontroim - Belfast. El Gran Premi se celebrava amb les vies públiques tancades al públic durant les curses, incloses la carretera secundària B39 Seven Mile Straight entre Antrim i Clady Corner (incloent-hi Christy's Brae), la carretera principal A52 de Belfast a Crumlin entre Clady Corner i Thorn Cottage, una carretera terciària al nord de Thorn Cottage a Greenmount, a prop d'Antrim (amb una secció de la base aèria de la RAF d'Aldergrove inclosa) i de Greenmount a Muckamore Corner amb la cruïlla de la carretera B39 "Seven Mile Straight".
El circuit de Clady es va escurçar el 1947 fins a una longitud de 26,501 km amb l'omissió de la secció d'Aldergrove des de Thorn Cottage fins a Greenmount. El circuit curt de Clady ara anava des de Clady Corner fins a Nutts Corner a la carretera principal A52 de Belfast a Crumlin i emprava un tram de la carretera A 26 de Banbridge a Coleraine des de Nutts Corner fins a Muckamore House, prop d'Antrim. De cara a la temporada de 1953, el circuit es va abandonar i el Gran Premi de l'Ulster es va traslladar al proper circuit de Dundrod, també al comtat d'Antrim.

## Rècords
El rècord de volta al circuit curt de Clady,  establert per Les Graham amb una MV Agusta 4C de 500cc durant el Gran Premi de l'Ulster de 1952, és de 9 minuts i 21 segons a una velocitat mitjana de 170,49 km/h (105,94 mph). El rècord de cursa per al mateix circuit, establerta per Cromie McCandless amb una Gilera de 500cc també durant el Gran Premi de l'Ulster de 1952, és d'una velocitat mitjana de 160,60 km/h (99,79 mph).
El rècord de volta per al circuit llarg de Clady (1922–1939), establert per Dorino Serafini amb una Gilera de 500cc durant el Gran Premi de l'Ulster de 1939, és de 12 minuts i 17,8 segons a una velocitat mitjana de 160,98 km/h (100,03 mph).